# Unione Territoriale Intercomunale del Canal del Ferro - Val Canale
L'Unione Territoriale Intercomunale del Canal del Ferro - Val Canale è stato un ente amministrativo e territoriale istituito nel 2016, contestualmente alla cessazione delle province della regione Friuli-Venezia Giulia.. È stata soppressa nel 2020 ai sensi della legge regionale 21/2019. Prende il nome dalla zona del Canal del Ferro e dalla Val Canale poste nell'estremo nord-est della regione, confinando a ovest con l'UTI della Carnia, a sud con l'UTI del Gemonese e l'UTI del Torre, a ovest con la Slovenia (Alta Carniola e Goriziano sloveno). Oltre alla val Canale e al Canal del Ferro, comprende altre valli laterali minori tra cui la Val d'Aupa, la Val Raccolana, la Val Dogna, la Val Saisera, la Val Pontebbana, la Valle Rio del Lago e la Val Resia con i loro comuni.
| Stemma | Comune                | Popolazione | Superficie | Altitudine |
| ------ | --------------------- | ----------- | ---------- | ---------- |
|        | Chiusaforte*          | 621         | 100,2      | 391        |
|        | Dogna                 | 157         | 70,37      | 430        |
|        | Malborghetto-Valbruna | 908         | 124,21     | 721        |
|        | Moggio Udinese*       | 1 676       | 142,44     | 341        |
|        | Pontebba              | 1 348       | 99,66      | 568        |
|        | Resia*                | 944         | 119,31     | 492        |
|        | Resiutta              | 284         | 20,36      | 316        |
|        | Tarvisio*             | 4 140       | 208,36     | 732        |

(*) I comuni contrassegnati non hanno mai sottoscritto lo statuto della relativa unione terriroriale di appartenenza.